# Йилек, Франтишек
Франтишек Йилек (чеш. František Jílek; 22 мая 1913, Брно — 16 сентября 1993, там же) — чешский дирижёр и музыковед
.

## Очерк биографии и творчества
Сначала изучал композицию и учился играть на фортепиано у Ярослава Квапила. Затем учился в Брно у Зденека Халабалы и Антонина Балатки, а потом в Праге у Витезслава Новака. С 1936 г. работал в опере Брно ассистентом, затем с 1939 г. был главным дирижёром Остравской оперы. В 1948 г. вернулся в Брно, сперва как ассистент дирижёра, а в 1952—1978 гг. как главный дирижёр оперного театра. В 1978—1983 гг. возглавлял Филармонический оркестр Брно. В течение своей карьеры Йилек часто руководил оркестром Национального театра в Праге, Чешским филармоническим оркестром, а также оркестрами за рубежом. 
Творчество Йилека было посвящено, главным образом, наследию Леоша Яначека. Он ставил его оперы (в том числе, неоднократно, все вместе в рамках одного фестиваля), исполнял его оркестровые сочинения, готовил к изданию различные произведения композитора.

## Дискография
На лейбле Supraphon в 1970-е и 1980-е гг. записал ряд опер, все оркестровые сочинения и Глаголическую мессу (зап. 1979) Яначека, в том числе оперы «Судьба» (зап. 1975), «Енуфа» (зап. 1977 и 1978), «Броучек» (зап. 1980). Аудиозаписи Йилека не потеряли художественной значимости, они переиздаются на CD вплоть до наших дней.